# Eva Samková
Eva Samková (Vrchlabí, 28 aprile 1993) è una snowboarder ceca, campionessa olimpica di snowboard cross ai Giochi di Soči 2014 e campionessa mondiale a Park City 2019 ed a Bakuriani 2023. A partire dalla stagione 2022-2023 ha assunto il cognome del coniuge, iscrivendosi alle liste FIS come Eva Adamczyková.

## Biografia
Specialista dello snowboard cross, ha esordito in Coppa del Mondo di snowboard il 12 marzo 2010 a Valmalenco, in Italia. L'anno successivo ha disputato pure i Mondiali di La Molina terminando al quinto posto. Alle Olimpiadi di  Soči 2014 ha vinto la medaglia d'oro davanti alla canadese Dominique Maltais e alla francese Chloé Trespeuch. Alla sua seconda esperienza olimpica ha ottenuto il terzo posto ai Giochi di Pyeongchang 2018.
Alla sua quinta apparizione ai campionati mondiali, nel corso dei campionati di Park City 2019, si è laureata campionessa nello snowboard cross, ripetendosi quattro anni dopo a Bakuriani.

## Palmarès

### Olimpiadi
- 2 medaglie:
  - 1 oro (snowboard cross a Soči 2014)
  - 1 bronzo (snowboard cross a Pyeongchang 2018)

### Mondiali
- 2 medaglie:
  - 2 ori (snowboard cross a Park City 2019; snowboard cross a Bakuriani 2023)
  - 1 bronzo (snowboard cross a Idre Fjäll 2021)

### Winter X Games
- 2 medaglie:
  - 2 argenti (snowboard cross ad Aspen 2014; snowboard cross ad Aspen 2016)

### Universiadi invernali
- 1 medaglia:
  - 1 oro (snowboard cross a Trentino 2013)

### Mondiali juniores
- 2 medaglie:
  - 2 ori (snowboard cross a Cardrona 2010; snowboard cross a Valmalenco 2011)

### Coppa del Mondo
- Vincitrice della Coppa del Mondo di snowboard cross nel 2017, nel 2019 e nel 2021
- 35 podi:
  - 19 vittorie
  - 11 secondi posti
  - 5 terzi posti

#### Coppa del Mondo - vittorie
| Data             | Luogo             | Paese       | Disciplina |
| ---------------- | ----------------- | ----------- | ---------- |
| 2 febbraio 2013  | Blue Mountain     | Canada      | SBX        |
| 7 dicembre 2013  | Montafon          | Austria     | SBX        |
| 12 gennaio 2014  | Vallnord-Arcalís  | Andorra     | SBX        |
| 23 gennaio 2015  | Feldberg          | Germania    | SBX        |
| 21 febbraio 2016 | Sunny Valley      | Russia      | SBX        |
| 21 gennaio 2017  | Solitude          | Stati Uniti | SBX        |
| 12 febbraio 2017 | Feldberg          | Germania    | SBX        |
| 20 gennaio 2018  | Erzurum           | Turchia     | SBX        |
| 3 marzo 2018     | La Molina         | Spagna      | SBX        |
| 10 marzo 2018    | Mosca             | Russia      | SBX        |
| 22 dicembre 2018 | Cervinia          | Italia      | SBX        |
| 2 marzo 2019     | Baqueira Beret    | Spagna      | SBX        |
| 16 marzo 2019    | Veysonnaz         | Svizzera    | SBX        |
| 13 dicembre 2019 | Montafon          | Austria     | SBX        |
| 24 gennaio 2021  | Chiesa Valmalenco | Italia      | SBX        |
| 4 marzo 2021     | Bakuriani         | Georgia     | SBX        |
| 20 marzo 2021    | Veysonnaz         | Svizzera    | SBX        |
| 28 novembre 2021 | Secret Garden     | Cina        | SBX        |
| 26 gennaio 2024  | Sankt Moritz      | Svizzera    | SBX        |

Legenda:

SBX = Snowboard cross